# Adžib
Adžib, znan tudi kot Anedžib, Hor-Anedžib, Hor-Adžib in Enezib, je Horovo ime staroegipčanskega kralja iz Prve dinastije. Antični egipčanski zgodovinar Maneto ga imenuje Miebîdós in pravi, da je vladal 26 let. Torinski seznam kraljev mu pripisuje celo neverjetnih 74 let dolgo vladavino. Egiptologi in zgodovinarji imajo oba podatka za pretirana in mu pripisujejo 8-10 let vladanja.

## Ime
Adžib je dobro potrjen z arheološkimi najdbami. Njegovo ime se pojavlja v napisih na posodi iz skrilavca, alabastra, breče in marmorja. Ohranjeno je tudi na slonokoščenih etiketah in zemljenih pečatih vrčev. Predmeti z njegovim imenon izvirjajo iz Abida in Sakare.

## Družina
Adžibova družina je samo delno raziskana. Starša nista znana, čeprav se domneva, da bi njegov oče lahko bil njegov predhodnik, kralj Den. Poročen je bil morda z žensko z imenom Betrest. Na Kamnu iz Palerma je opisana kot mati Adžibovega naslednika, kralja Semerketa, vendar nekateri dokazi sa to še niso potrjeni. Pričakovali bi, da je imel sinove in hčere, venda se njihova imena niso ohranila. Kandidat za morebitnega člana njegove družinske linije je njegov naslednik Semerket.

## Vladanje
Arheološke najdbe kažejo, da je Adžib uvedel nov kraljevski naslov Nebuy, ki je bil nekakšno dopolnilo k naslovu Nisut-Bity. Naslov Nebuy se je pisal s podvojenim znakom sokola na kratkem praporu. Pomenil je »dva gospodarja« - božanska državna zavetnika Hora in Seta in hkrati simboliziral Gornji in Spodnji Egipt. Domneva se, da je Adžib z rabo tega naslova legitimiral svojo kraljevsko oblast.
Glinasti pečati kažejo, da je ustanovil trdnjavo Hor nebw-khet  (Hor, zlato božanske skupnosti) in kraljevo rezicenco Hor seba-khet (Hor, zvezda božanske skupnosti). Napisi na kamnitih posodah kažejo, da so med njegovo vladavino postavili nenavadno veliko kultnih kraljevih kipov z njegovimi kraljevskimi insignijami.
Napisi na kamnitih posodah pričajo, da je Adžib proslavljal prvi in celo drugi Hab set (praznik repa, obletnica vladanja), ki se je proslavljal prvič po trideset letih vladanja, potem pa vsako tretje ali četrto leto. Nedavne raziskave so pokazale, da vsi predmeti, na katerih sta bila skupaj omenjena Heb set in Adžib, izvirajo iz Denove grobnice, kar kaže, da je Adžib Denovo ime preprosto zamenjal s svojim. Egiptologi in zgodovinarji imajo tatvino za dokaz, da Adžib nikoli ni praznoval Heb seda, ker je vladal premalo časa. Egiptologi, med njimi tudi  Nicolas Grimal in Wolfgang Helck, domnevajo, da je bil Adžib kot Denov sin in zakonit dedič prestola ob prihodu na oblast morda precej v letih. Helck razen tega omenja nenavadnen pojav, da je na vseh Adžibovih slikah Heb seda simbol Qesen (nadloga, razdejanje), napisan na stopnicah paviljona. Adžibova vladavina se je morda končala nasilno.

## Grob
Adžib je bil pokopan v grobnici X na pokopališču Umm el-Qa'ab v Abidu. Grobnica je dolga 16,4 m in široka 9,0 m in je najmanjša od vseh kraljevih grobnic na tem pokopališču. Vanjo vodi stopnišče z vzhodne strani grobnice. Pogrebna soba je obdana s 64 stranskimi grobnicami in z zidom razdeljena na dva prostora.  Zgleda, da so do konca Prve dinastije na kraljevem pogrebu člani njegove družine in dvorjani naredili samomor (ali bili ubiti) in bili pokopani skupaj s kraljem.

## Z Adžibom povezane najdbe
- Odtis Adžibovega pečatnika
- Fragment kamnite posode z Adžibovim serekom
- Adžibov serek
- Načrt Adžibove grobnice v  Umm el-Qa'abu